# Loberg (ätt)
Loberg var en adelsätt med nummer 353 på Riddarhuset. 
Nils Planting, som är först känd som hantlangare vid artilleriet 1632 men steg i graderna och blev kapten vid Gustav Otto Stenbocks värvade skvadron 1640, adlades 1646 med namnet Loberg, och introducerades året efter under nummer 353.  Han blev major 1658, och avled i Stockholm 1678 utan manliga avkomlingar, men sju överlevande döttrar. Han slöt således själv sin ätt.